# Перлівниця
Перловиця[джерело?], Перлівниця (Unio) — рід прісноводних двостулкових молюсків середнього розміру, що належать до родини Unionidae.
Рід Unio є типовим родом цієї родини. Личинки цих молюсків, глохідії, паразитують на зябрах риб. У країнах Центральної Європи поширені три види: U. crassus, U. pictorum і U. tumidus.

## Види
рід містить такі види:
- Unio cariei — вимерлий[2]
- Unio crassus Philipsson, 1788
- Unio mancus Lamarck, 1819
- Unio elongatulus C. Pfeiffer, 1825
- Unio pictorum (Linnaeus, 1758)
- Unio tumidus
- Unio turtoni
- Unio valentianus Rossmässler, 1854